# Anice Badri
Anice Badri (18 de setembro de 1990) é um futebolista tunisino que joga pelo Espérance Sportive de Tunis.

## Carreira de Clubes
Badri passou sua infância na cidade de Lyon, sua terra natal. Com 13 anos, entrou para o centro de treinamento do Olympique Lyonnais, onde jogou por três anos nos times de jovens do clube. Em 2006, sofreu uma hérnia de disco, e precisou parar com o futebol por mais de um ano. Em 2008, Badri se estabeleceu no AS Saint-Priest, um time francês, onde permaneceu até completar 19 anos. Ele, então, começou a jogar pelo Monts d'Or Azergues Foot, onde ele entrou no clube principal em Julho de 2010. Ele só jogou cinco partidas pelo CFA2 até Setembro do mesmo ano, quando entrou no clube reserva do LOSC Lille. Lá ele jogou por dois anos e meio, jogando 40 partidas e fazendo 9 gols.
Em 31 de Janeiro de 2013, Badri foi emprestado ao Royal Mouscron-Péruwelz, um time da segunda divisão belga. Ele foi alinhado regularmente e teve seu empréstimo estendido por uma temporada. Ele se tornou titular na temporada 13-14, e foi uma peça importante na vitória do clube para o acesso do time a primeira divisão belga, ele marcou um gol em cada um dos últimos três jogos. Em 3 de Julho de 2014, ele, finalmente, foi transferido gratuitamente para o Mouscron, e marcou seu primeiro gol na primeira divisão belga contra o Anderlecht. Ele foi titular em todas suas partidas durante a primeira metade da temporada, porém, teve sua segunda metade perturbada por lesões menores. Em 2016 foi transferido para o ES Tunis, onde está até hoje.

## Títulos
- Liga dos Campeões da CAF de 2018[1]

## Carreira na Seleção
Badri nasceu e cresceu na França, entre pais e parentes de descendência tunisina. Optou por representar a seleção tunisina de futebol,  e conseguiu sua primeira convocação para um jogo das qualificatórias da Copa Africana de Nações contra o Togo em Março de 2016. Marcou seu primeiro gol na seleção em 5 de Setembro de 2017, em um jogo para as eliminatórias da Copa do Mundo Rússia 2018, contra a seleção da RD Congo em Quinxassa no minuto 79, assim deixando a seleção tunisina mais perto da classificação para a Copa.

Em Maio de 2018 ele foi nomeado um dos 29 jogadores preliminares da seleção tunisina para a Copa na Rússia. Depois, foi escolhido como um dos 23 jogadores convocados do técnico Nabil Maâloul para disputar a Copa. 